# Faculté de philosophie de Strasbourg
La faculté de philosophie de Strasbourg est une composante de l'université de Strasbourg, située à Strasbourg, sur le site du Campus central. L'université de Strasbourg tenant son origine du « Gymnase protestant », fondé en 1538 par le pédagogue protestant Jean Sturm, elle partage avec la faculté une histoire commune.

## Historique

### Origines de la faculté
On trouve les origines de la faculté de philosophie dans la fondation du Gymnase protestant par le réformateur Jean Sturm en 1538. À l'époque, cet établissement était à la fois destiné à l'enseignement secondaire et à l'enseignement supérieur. Dans la faculté des Arts du gymnase, on trouvait alors des enseignements de philosophie, d'histoire, de latin, de grec, d'hébreu, mais aussi des sciences (en particulier la médecine).

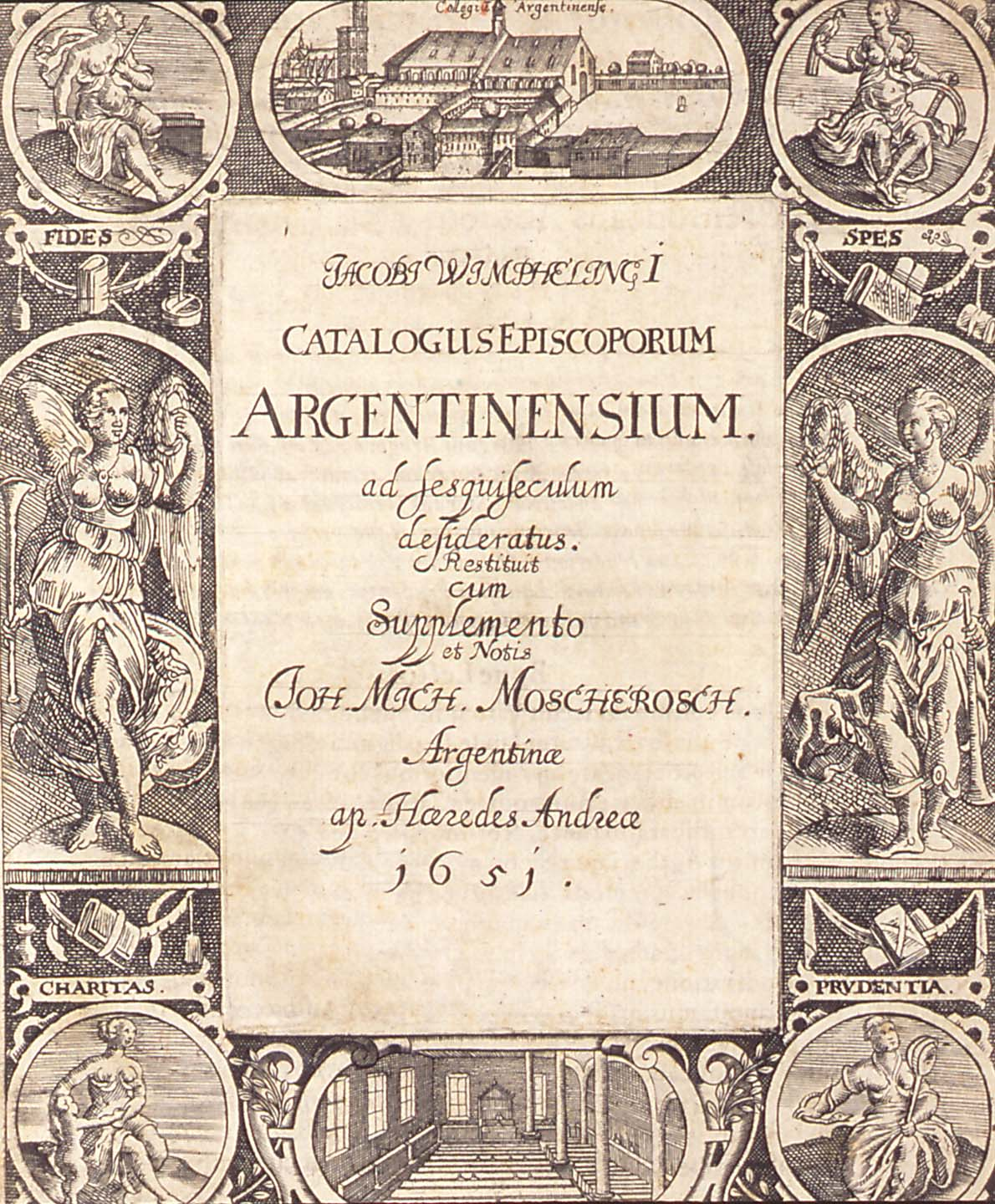
Vue de l’ancienne université de Strasbourg dans le couvent des Dominicains et d’une salle de cours. Page de titre de l’œuvre de Jacob Wimpheling, Catalogus Episcoporum Argentinensium 1651.

La faculté de philosophie est proprement fondée en 1566 par l'empereur du Saint-Empire, Maximilien II. À cette époque, elle est habilitée à délivrer les diplômes de grades supérieurs de maître et de docteur, tandis que les facultés de droit, de médecine et de théologie ne décernaient que la licence. Les étudiants strasbourgeois en droit, médecine et théologie devaient donc quitter Strasbourg pour tenter d’aller obtenir ailleurs (généralement à Bâle, Tübingen ou Heidelberg) les grades supérieurs dans leur discipline.

### Ancien régime
Lors de la guerre de Trente ans, l'empereur Ferdinand II fait évoluer les autres disciplines en facultés propres, étendant ainsi le privilège réservé alors à la seule philosophie.
Durant tout l'ancien régime, la faculté préserve son autonomie et la faculté de délivrer les grades supérieurs.

### Révolution et Premier Empire
En 1793, un décret abroge toutes les universités de France, dont celle de Strasbourg.
Lors de la réorganisation impériale des universités par Napoléon Ier, on retrouve à Strasbourg quatre facultés en 1808 : en lettres, sciences, droit et théologie – mais pas en philosophie.

### Période allemande
Il faut attendre le rattachement à de l'Alsace-Moselle à l'Empire allemand pour que soit créée la Kaiser-Wilhelms Universität qui permit de retrouver à Strasbourg une « philosophische Fakultät ». Cependant, cette faculté contient aussi des départements de langue et de lettres.

### Retour à la France et annexion au IIIe Reich
Lors de la rétrocession de l'Alsace à la France, l'université de Strasbourg est recrée le 22 novembre 1919, le second retour à la France après les années d'annexion par le IIIe Reich de la Reichuniversität Straßburg ne permit pas que soit constituée à nouveau une faculté de philosophie en propre.

### Fusion des trois universités de Strasbourg
Il faut attendre la fusion de 2009 pour que soit créée une faculté de philosophie à Strasbourg, qui désormais partage la particularité d'avoir une faculté consacrée à la philosophie avec Paris, Lyon et Rennes.

## Personnages célèbres

### Enseignants
- Jean Cavaillès, professeur de logique et de philosophie générale ;
- Maurice Pradines, professeur de philosophie générale (il eut pour élève Emmanuel Levinas) ;
- Martial Guéroult ;
- Maurice Halbwachs ;
- Jean-Luc Nancy.

### Étudiants
- Albert Schweitzer est élève à la faculté de philosophie où il obtiendra un doctorat en philosophie, il recevra par la suite le prix Nobel de la paix ;

- Emmanuel Levinas est étudiant en philosophie de 1923 à 1927 ;
- Julien Freund, élève de Jean Cavaillès, professeur de philosophie générale.